# Am Hagelkreuz 1 (Korschenbroich)

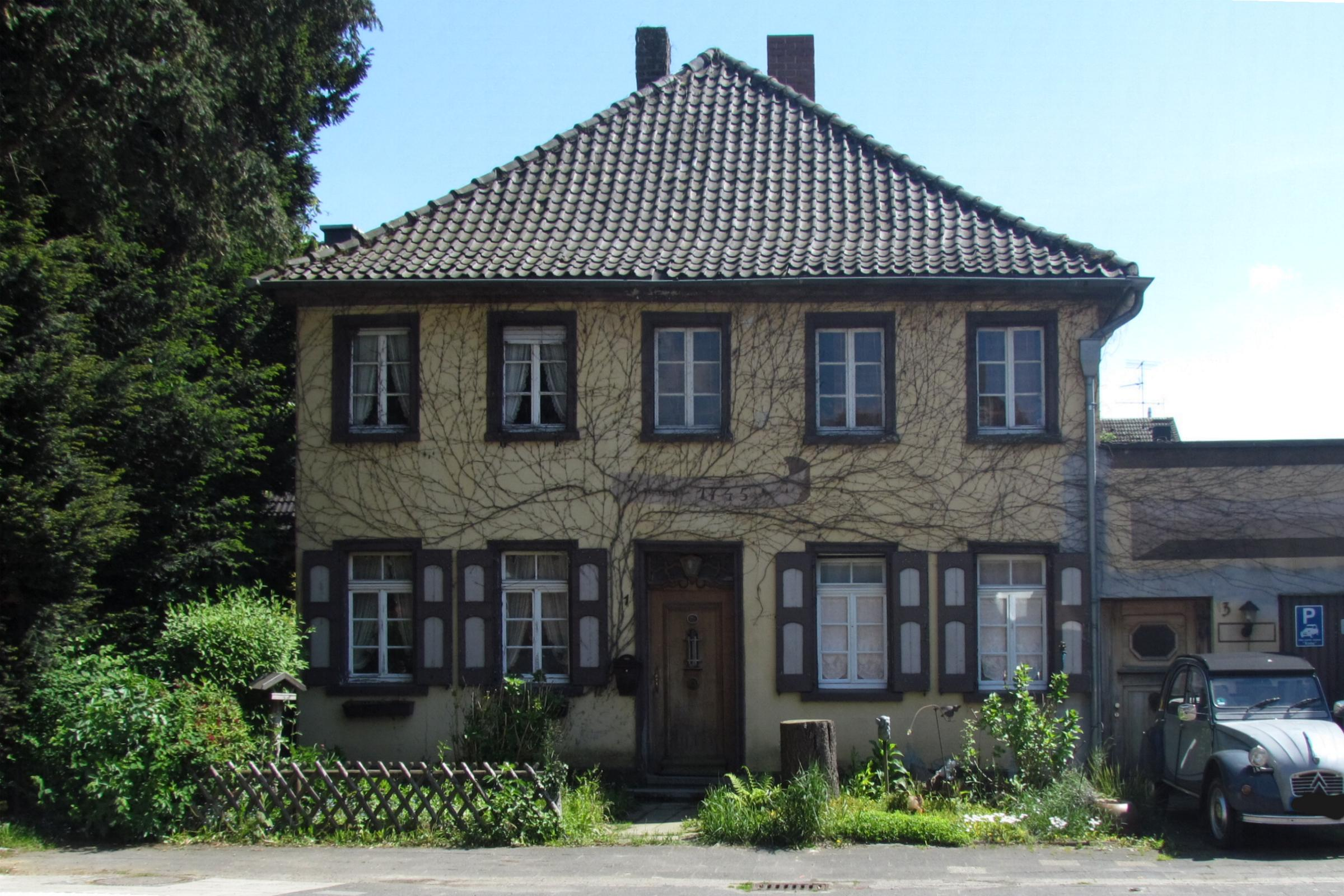
Fachwerkbau

Das Fachwerkhaus Am Hagelkreuz 1 steht im Stadtteil Glehn in Korschenbroich  im Rhein-Kreis Neuss in Nordrhein-Westfalen.
Das Gebäude wurde in der Mitte des 18. Jahrhunderts erbaut und unter Nr. 042 am 27. August 1985 in die Liste der Baudenkmäler in Korschenbroich eingetragen.

## Architektur
Es handelt sich um einen zweigeschossigen Fachwerkbau in fünf Achsen. Die Putzfassade wurde im 19. Jh. vorgeblendet. Das Haus hat ein Walmdach und alte Holztüren.